# Jane Haist
Jane Haist, née le 16 mars 1949 à Saint Catharines et morte le 21 mai 2022 à Fort Érié (Ontario), est une athlète canadienne, spécialiste du lancer du poids et du lancer du disque.

## Biographie
Elle remporte deux médailles d'or lors des Jeux du Commonwealth britannique de 1974, dans les épreuves du lancer du poids et du lancer du disque.
Elle remporte la médaille de bronze du lancer du disque aux Jeux panaméricains de 1975.
Elle se classe 11e du lancer du disque lors des Jeux olympiques de 1976, à Montréal.

## Palmarès
| Date | Compétition          | Lieu         | Résultat | Épreuve          | Marque  |
| ---- | -------------------- | ------------ | -------- | ---------------- | ------- |
| 1974 | Jeux du Commonwealth | Christchurch | 1re      | Lancer du poids  | 16,12 m |
| 1974 | Jeux du Commonwealth | Christchurch | 1re      | Lancer du disque | 55,52 m |
| 1975 | Jeux panaméricains   | Mexico       | 3e       | Lancer du disque | 53,12 m |
| 1976 | Jeux olympiques      | Montréal     | 11e      | Lancer du disque | 59,74 m |

## Records
| Épreuve          | Marque  | Lieu | Date |
| ---------------- | ------- | ---- | ---- |
| Lancer du disque | 61,70 m |      | 1975 |